# Zhutang (köpinghuvudort i Kina, Jiangsu Sheng, lat 31,77, long 120,41)
Zhutang (kinesiska: 祝塘, 祝塘镇) är en köpinghuvudort i Kina. Den ligger i provinsen Jiangsu, i den östra delen av landet, omkring 160 kilometer öster om provinshuvudstaden Nanjing. Antalet invånare är 85 503. Befolkningen består av 43 003 kvinnor och 42 500 män. Barn under 15 år utgör 9,0 %, vuxna 15-64 år 81 %, och äldre över 65 år 9,0 %.
Runt Zhutang är det tätbefolkat, med 849 invånare per kvadratkilometer. Närmaste större samhälle är Xuxiake, 6,7 km väster om Zhutang. Trakten runt Zhutang består till största delen av jordbruksmark.
Genomsnittlig årsnederbörd är 1 390 millimeter. Den regnigaste månaden är juli, med i genomsnitt 250 mm nederbörd, och den torraste är januari, med 38 mm nederbörd.